# わいわい (ゲーム実況者)
わいわい（英: YY, Waiwai, 1988年3月27日 – ）は、日本のゲーム実況者、YouTuber、ストリーマー。YouTubeやニコニコ動画で、PCからコンソール機、新作からレトロゲームまで様々なゲームを実況している。

## 来歴

### 少年時代
1988年3月27日、奈良県に4人家族の次男として誕生。
弁護士を志し法学部を専攻するが、主に対人トラブルをきっかけに大学に通わなくなり留年。両親に迷惑をかけてしまう憤りから自死を図るが、手首を切りつけようとした時に足元に寄ってきた飼い猫を見て断念し未遂に終わり、数時間のあいだ猫を抱きながら泣いて謝った。これを振り返りわいわいは「猫に拾われた命やから、もう腹は括れた」と語っている。

### 実況者として
大学に通わず引きこもっていた時に、ゲームを遊ぶ友人に勧められて実況動画の存在を知り、「俺の方が面白くできる」と思ったことから実況者活動を決意。試作した動画は面白いものではなかったが、それが悔しくて試行錯誤を重ねながら活動を始めた。
2009年4月22日、ゲーム実況動画『人生ｵﾜﾀ大学生が人生ｵﾜﾀ＼(＾o＾)／の大冒険を実況プレイ part1』をニコニコ動画に投稿し、21歳で実況者としての活動を開始。
同年末、使用していたPCの修理に伴い1度目の活動休止。当初予定していた翌年2月の、4か月後となる6月21日にブログに復帰。7月5日には7か月ぶりに動画を投稿。投稿前日には、Twitterアカウントの開設をブログで報告していた。
2011年8月2日、社会保険労務士の資格試験に伴う1か月間の動画活動休止を報告。同年9月10日、7月28日以来となる動画を投稿。
2012年9月13日、肺炎により3度目の活動休止。この頃に彼女が出来たこともあり、配信への意欲が下がっていった。翌年4月29日に7か月ぶりとなる動画を投稿し復帰。
2015年10月3日、YouTubeチャンネル『わいわいのゲーム実況チャンネル』を開設。同月9日には、YouTubeチャンネル上の初動画として『【PC版 steam】#1　”迷キーパーを目指して！”-Rocket League- 実況』を投稿。この頃、ニコニコ動画内の著名な配信者が一様にYouTubeに移行したことでライバルがいなくなったと感じたわいわいは、後を追う形でYouTubeへ移行。ニコニコ動画への動画投稿はRock of Ages 2: Bigger & Boulderを使用した『たった一人のコント集【全部俺】』（2017年9月18日投稿）が最後となっている。
2022年8月26日、Crazy Raccoon・STREAMER部門への加入が発表された。

## 人物
活動名は当時熱中していたFPSゲームで使用していたアカウントの頭文字から。ニコニコ動画で同様のユーザー名を登録する際に誤ってYYと入力し、以来「わいわい」の名前で活動している。視聴者にとって親しみやすい存在でありたいとして、一人称に「おいたん」を使用している。
「バカゲー、奇ゲー、創作系、ホラー系と幅広いジャンルを突っ込み多めで楽しんでプレイ！！」を信条に掲げ様々な実況を投稿するほか、歌ってみた動画や描いてみた動画なども投稿している。
スコティッシュフォールドに、「オセロ」と名を付け飼育している。以前は「ミュー」と名付けた猫を飼っていた（2021年5月14日死去）。
King Gnuの井口理や水溜りボンドのカンタ、超特急のリョウガ、フードファイターの谷崎鷹人、YouTuberのこばしり。らがわいわいのファンを公言している。2021年7月15日には、井口・にじさんじの叶・トナカイトらとともに、バトルロイヤルFPS『Apex Legends』の実況配信を行った。招待制ゲームコミュニティVAULTROOMにより、翌月6日に開催されたイベント「VCC APEX」では、井口・わいわい・叶を擁するTEAM2が出場した。
身長は173 cm、血液型はB型。

## 広告

### 2010年代
- 戦艦帝国（2016年6月、クールファクトリー）[42]
- 戦国プロヴィデンス（2016年7月、DMM.com）[43]
- 黒騎士と白の魔王（2017年7月、8月、グラニ）[44][45]
- 東京コンセプション[46]（2018年11月、ユナイテッド）
- Civilization VI: 嵐の訪れ（2019年3月、2K Games）[47]
- リボルバーズエイト[48]（2019年3月、セガ）
- 逆転オセロニア[49]（2019年8月、ディー・エヌ・エー）
- ラグナロクマスターズ[50]（2019年8月、ガンホー・オンライン・エンターテイメント）

### 2020年代
- DEATH STRANDING（2020年7月、505 Games）[51]
- Rock of Ages: Make&Break（英語版）（2020年8月、3goo）[52]
- Civilization VI: ニューフロンティア・パス ～新たな世界への誘い（英語版）（2020年11月、2K Games）[53]
- The Dark Pictures Anthology: Little Hope（英語版）（2020年12月、バンダイナムコエンターテインメント）[54]
- Minecraft（2020年12月、Minecraft Japan）[55][56]
- ラクガキ キングダム[57]（2021年1月、タイトー）
- G-Tune（2021年3月、マウスコンピューター）[58]
- BIOMUTANT（英語版）（2021年5月、THQ Nordic）[59]
- Red Solstice 2: Survivors（英語版）（2021年6月、505 Games）[60]
- ツーポイントホスピタル：ジャンボエディション（2021年7月、セガ）[61]
- ブレインスリープピロー（2021年8月、ブレインスリープ）[62]

## 出演

### ウェブ番組
- AndApp RPGツクールMV スマホで青鬼実況大会（2016年12月18日）[63]
- INDIE Live Expo 2020（2020年6月6日、INDIE Live Expo実行委員会）[64]
- TGS2020 ONLINE バンナム8時間TV「『Project CARS3』スペシャル生配信」（2020年9月27日、バンダイナムコエンターテインメント）[65]
- TGS2020 ONLINE バンナム8時間TV「ホラーナイト:『リトルナイトメア2』ゲーム紹介&実況スペシャル」（2020年9月27日、バンダイナムコエンターテインメント）[66]
- パソコンでゲームを始めよう！#インテルCoreでゲーミング（2020年11月24日、株式会社TBSラジオ）[67][68]
- ニコニコネット超会議2021（2021年4月24日 - 4月25日、ニコニコ超会議実行委員会）[69]

### イベント
- ニコぶくろ夏フェスタ2016（2016年7月23日、池袋ニコニコ本社）[70]
- ゲーム実況わくわくフェスティバル ver.3[71]（2016年8月6日 - 8月7日、 新木場STUDIO COAST）
- ニコニコ超パーティー2016（2016年11月3日、さいたまスーパーアリーナ）[72]
- ゲーム実況わくわくフェスティバル ver.4[73]（2017年6月4日、大阪なんばHatch）
- ゲーム実況わくわくフェスティバル ver.5[74]（2018年1月7日、日本武道館）
- 闘会議2019（2019年1月26日 - 1月27日、幕張メッセ）[75]
- BitSummit THE 8th BIT（2021年9月2日 - 9月3日、みやこめっせ[注釈 7]）[76]

### テレビ番組
- YUBIWAZA（2021年2月12日[77]、10月8日[78]、毎日放送〈MBSテレビ〉）

### CM
- INDIELiveExpo 2021（2021年6月4日、TOKYO MX） - ナレーション[79]